# Nioki
Nioki – miasto w Demokratycznej Republice Konga, w prowincji Mai-Ndombe. W mieście znajduje się port lotniczy Nioki.